# Jama (jóga)
Jama je soubor psychohygienických pouček nebo první stupeň jogínského školení podle Pataňdžaliho systému.

## Zákazy (chování mezi sebou)
- 1. himsá vardžanan		- ubližování
- 2. asatja vardžanan		- lhaní
- 3. stéja vardžanan		- kradení
- 4. majthuna vardžanan	- neslušné chování - sex
- 5. parigraha vardžanan	- hromadění majetku – nepřipoutanost ani k tomu nezbytnému